# 음력 6월 5일
음력 6월 5일은 음력 6월의 5번째 날이다.

## 사건
- 1519년 - 조선 중종 14년, 충청도 정산(定山)·연산(連山)·연기(燕岐)·진잠(鎭岑)·회덕(懷德)에 지진이 있어 집이 흔들렸다.
- 1704년 - 조선 숙종 30년, 장죄(贓罪)를 범한 수령을 다시 수령에 임명하지 못하도록 명하다.
- 1725년 - 조선 영조 1년, 경상도에 홍수와 산사태로 민가 500여 호가 유실되는 등의 피해가 발생하다.
- 1732년 - 조선 영조 8년, 왕이 친히 기우제를 지내다.
- 1762년 - 조선 영조 38년, 가뭄이 생기자 각 도의 방물(方物)·물선(物膳) 등을 금하다.

## 문화
- 1773년 - 조선 영조 49년, 《황화집(皇華集)》을 중간(重刊)하게 하다.
- 2006년 - 서울외곽순환고속도로 송추 나들목 ~ 일산 나들목, 퇴계원 나들목 ~ 의정부 나들목 개통.
- 2014년 - 청주시와 청원군이 통합하여 청주시로 출범 (구: 청원구, 상당구, 서원구, 흥덕구).

## 탄생
- 1936년 - 대한민국의 연출가 김재형.
- 1962년 - 대한민국의 배우 홍진희.
- 1979년 - 대한민국의 가수 이민우 (신화).
- 1985년 - 대한민국의 배우 이동휘.
- 1989년 - 대한민국의 레이싱 모델 서한빛.

## 사망
- 1930년 - 한국의 독립운동가 장진홍.

## 같이 보기
- 음력 360일: 1월 2월 3월 4월 5월 6월 7월 8월 9월 10월 11월 12월
- 전날:6월 4일 다음날:6월 6일 - 전달:5월 5일 다음달:7월 5일
- 양력:6월 5일
- 음력, 윤달